# Mike Gascoyne
Michael Robert Gascoyne (Norwich, 2 aprile 1963) è un ingegnere britannico.

## Carriera
È attivo soprattutto in Formula 1, avendo lavorato per diverse scuderie quali McLaren, Sauber, Tyrrell, Renault, Jordan, Toyota, Spyker, Force India e per la rinata Lotus, poi ridenominata Caterham.
Nel 2001 ha fondato il gruppo MGI, di cui è presidente.